# Christopher Columbus – Der Entdecker
Christopher Columbus – Der Entdecker ist ein von John Glen inszenierter spanisch-US-amerikanisch-britischer Historienfilm, der 1992 in die Kinos kam.

## Handlung
Zeit der Handlung sind die Jahre 1448 bis 1492, Schauplatz ist zunächst eine von Portugal eroberte Stadt in Nordafrika. Als Christoph Columbus dem portugiesischen König Johann seine Pläne zu einer Expeditionsfahrt nach Indien vorlegt, bei der er nicht – wie damals üblich – Afrika umrunden, sondern nach Westen fahren will, lehnte König Johannes II. ab, ihn zu unterstützen, weil er die Berechnungen zu Recht für fehlerhaft hält. Auch das spanische Königspaar, das Columbus dann in Córdoba aufsucht, ist mit den Kreuzzügen und der Wiedereroberung des von den Mauren besetzten Spanien so beschäftigt, dass das Geld fehlt, um Columbus für eine Entdeckungsfahrt auszurüsten. Schlimmer noch, der spanische Großinquisitor Torquemada, der auch Isabellas Beichtvater ist, verdächtigt Columbus der Ketzerei.
Nach der Rückeroberung von Málaga entspannt sich die finanzielle Situation der spanischen Krone und Columbus spricht erneut bei Isabella vor, die ihm seine Planungen nun mit etwas Geld unterstützt. Nach Vollendung der Reconquista hofft Columbus, dass nun auch Ferdinand ihm seine volle Unterstützung gibt, seine Bedingungen sind jedoch so fordernd, dass der König erneut ablehnt. Isabella setzt sich schließlich darüber hinweg und verschafft Columbus das Geld und drei Schiffe für die Expeditionsreise.
Da sich für die gefährliche Fahrt zunächst keine Seeleute finden, rekrutiert Columbus einen Teil der Besatzung aus Kerkerhäftlingen. Die Überfahrt gestaltet sich schwierig und turbulent, ein portugiesischer Saboteur treibt sein Unwesen, die Seeleute meutern und greifen einen jungen Juden an, der Columbus’ persönlicher Protegé ist. Columbus erhält die Disziplin mit erbarmungsloser Härte aufrecht und belügt Mannschaft und Offiziere über die tatsächlich bereits zurückgelegten Entfernungen. Seine Kenntnisse der auf dem Atlantik herrschenden Windverhältnisse wahrt er als Geheimnis, das er in Notlagen wie eine Trumpfkarte ausspielt. Als er sich während einer lang anhaltenden Flaute dem Druck umzukehren schließlich kaum noch widersetzen kann, gewinnt er zusätzliche Zeit, indem er für den Fall, dass nicht innerhalb von drei Tagen Änderung eintritt, seinen eigenen Tod anbietet. Buchstäblich während Columbus unter dem Beil des Henkers liegt, kommt Wind auf, und wenig später wird auch Land gesichtet.
Die Einheimischen, die Columbus für Inder hält (tatsächlich sind es Taíno), empfangen die Entdecker freundlich und sind im Besitz von Gold. Die auf Reede liegende Santa Maria reißt sich los und zerschellt an einer Klippe, darum stehen für die Rückreise nur noch zwei Schiffe zur Verfügung. Ein Teil der Besatzung bleibt in Amerika zurück, reibt sich dort jedoch in inneren Auseinandersetzungen auf und wird von den Einheimischen schließlich getötet. Columbus nimmt sechs Taíno mit an Bord, die er in Spanien als bekehrte Heiden präsentieren will; deren Christianisierung erweist sich jedoch als schwierig und kann schließlich nur mit Gewalt durchgesetzt werden.
Die Handlung des Films endet mit der Rückkehr der Niña und der Pinta nach Spanien, wo Columbus vom Königspaar empfangen und von Ferdinand zum Admiral und zum Vizekönig von Indien ernannt wird.

## Produktion und Rezeption
Der Film sollte zum 500. Jahrestag der Entdeckung Amerikas herausgebracht werden. Als Regisseur engagierten Alexander und Ilya Salkind den Briten John Glen, der bei vielen James-Bond-Filmen als Regisseur oder Filmeditor mitgewirkt hatte. Kameramann Alec Mills hatte 1966 zwar für Michelangelo Antonionis berühmten Film Blowup als Focus Puller hinter der Kamera gestanden, war in künstlerischer Hinsicht jedoch kaum ambitionierter als Glen.
Die Drehaufnahmen fanden im Winter 1991/1992 in Malta, Portugal, Madrid, den USA und auf dem Atlantik statt. Die spanische Regierung stellte dafür Nachbauten der drei historischen Schiffe zur Verfügung.
Für die Titelrolle war zunächst der James-Bond-Darsteller Timothy Dalton vorgesehen, der sich jedoch kurz vor Drehbeginn zurückzog und durch Georges Corraface ersetzt wurde, einen international wenig bekannten 40-jährigen französisch-griechischen Schauspieler, der für Rollen in späteren Filmen inzwischen mehrere europäische Preise erhalten hat. Die Rolle der spanischen Königin, die von Rachel Ward verkörpert wurde, war zunächst mit Isabella Rossellini besetzt, die das Projekt ebenfalls vor Drehbeginn verließ. Marlon Brando nahm die Rolle des Großinquisitors an, weil er nach der Totschlagsaffäre um seinen Sohn Christian viel Geld benötigte, und spielte sie – weißhaarig, mit einer Mönchskappe, seine Körperfülle in einem Mönchsgewand verborgen – ohne jeden Versuch, ihr eine künstlerische Dimension zu verleihen. Nach Abschluss der Dreharbeiten protestierte er gegen die Verherrlichung des vermeintlichen Indianermörders Columbus im Film – was nicht nur angesichts der Höhe seiner immensen Gage verspätet wirkte.
Der Film, der im August 1992 in die Kinos kam, war ein Flop, der seine Produktionskosten nicht einspielte.

## Auszeichnungen
Brando wurde bei der Verleihung der Goldenen Himbeere (Razzie Award) als schlechtester Nebendarsteller nominiert; dieser Preis ging dann jedoch tatsächlich an Tom Selleck für seine Darstellung des spanischen Königs. Auch der Film selbst, das Autorentrio, der Regisseur und Hauptdarsteller Georges Corraface wurden für eine Goldene Himbeere nominiert.  Christopher Columbus – Der Entdecker gilt als einer der schlechtesten Filme des Jahres 1992.

## Kritik
Lexikon des Internationalen Films: Als Ausstattungs- und Abenteuerfilm im Stile der 50er Jahre inszeniert, bleibt der Film ohne sonderlichen Tiefgang und wendet sich mit vereinfachenden Mitteln gegen die Barbarei jener Zeit.
Die Filmkritikerin Annette Kilzer beschrieb in dem Filmbuch Marlon Brando (2004) die missmutige Performance des Schauspielers: „Sein Name legt sich als erster Credit über das bewegte Meer, seine Gage betrug fünf Millionen Dollar. Dafür lieferte er eine Dialogszene mit dem Titelhelden und schaut später noch ein paar Mal schlecht gelaunt in die Kamera: Marlon Brandos Mitwirken in diesem Film, das sich insgesamt zu wenigen Minuten addiert, ist ein kalkuliertes Moment der PR und der Attraktionen. [...] Unförmig und unbeweglich, farblos in seinem auf Schwarz und Weiß reduziertem Kostüm, mit weißem Haar über dunklen Augenbrauen. Sein Nicht-Spielen ist hier nicht einmal provokante Geste, nicht einmal Zitat. Es ist offensichtlich pures Desinteresse.“